# 莱娜·瑟德贝里
莱娜·瑟德贝里（瑞典語：Lena Söderberg，但不带字母附加符的写法更为人所知；1951年3月31日—）出生于瑞典，在1972年11月期的《花花公子》杂志中，她化名为莱娜·舍布洛姆（瑞典語：Lenna Sjööblom），成为了当期的玩伴女郎。她的中间折页照片由Dwight Hooker拍摄。
她的照片（即莱娜图）后来被数字图像处理领域所广泛使用。1997年，在图像科学和技术协会的第50届会议上，她被邀为贵宾出席。在会议上，她忙于签名、拍照以及介绍自我。由于她的Playboy扫描照片到处都有，她被称为“互联网第一夫人”